# 疊套棋
疊套棋（TZAAR），又名沙皇棋，是比利時抽象策略遊戲設計師Kris Burm在2007年推出的兩人棋類，是種疊棋類遊戲。

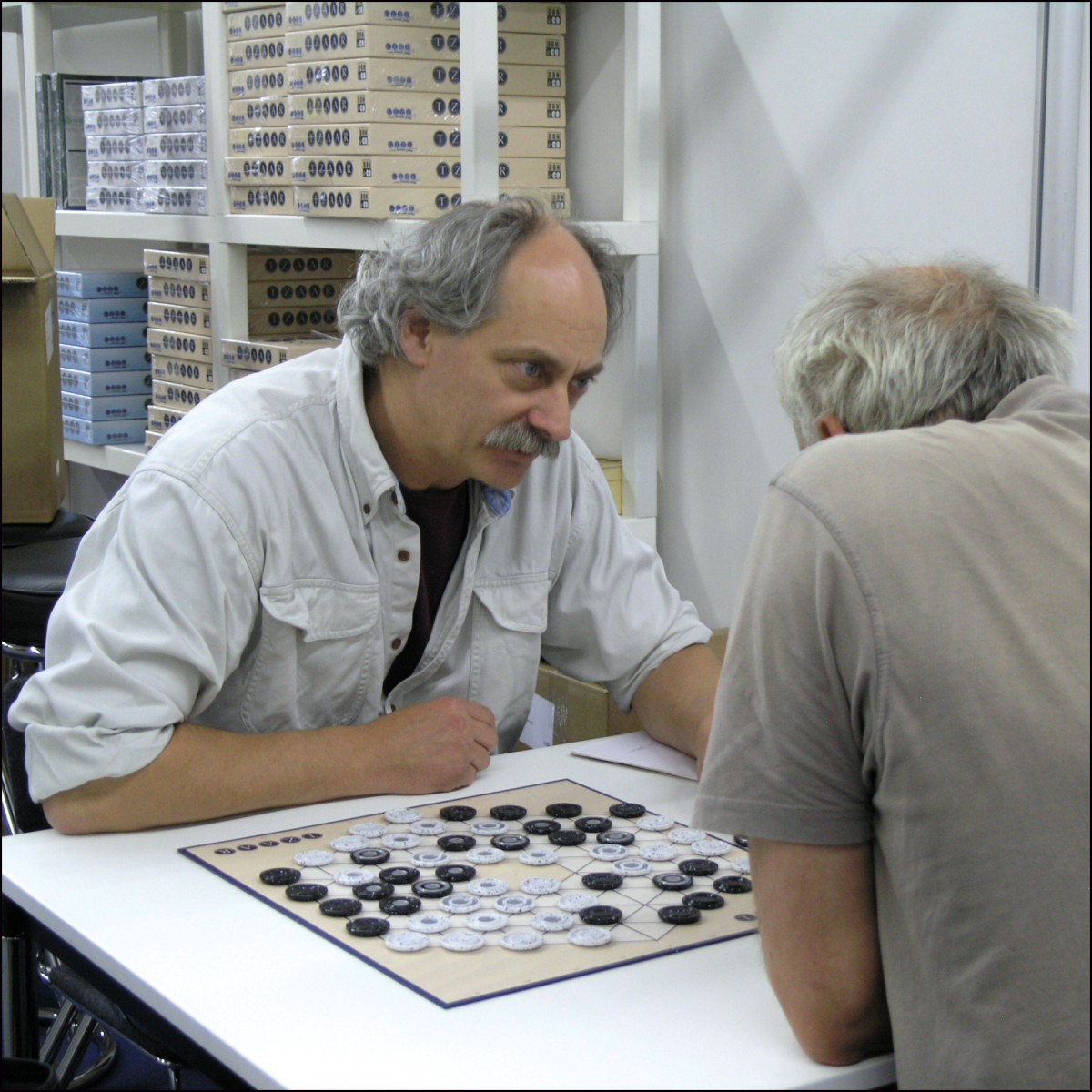
Kris Burm與人對弈疊套棋

此棋是Kris Burm的星盤眾棋計畫众棋之一，主題為『強』，取代原先第二個作品沙漏棋。

## 棋具
- 六角形棋盤，每邊五棋點，中間為六角形空白，共六十個棋位。

- 棋子為平扁狀，有三種，每方各有tzaar六枚、tzarra九枚、totts十五枚。皆以黑白色區分敵我。

## 規則
- 雙方把所有棋子亂數擺放在棋盤；也可依說明書上指示整齊排列；或輪流放一己子。擺滿後方可行棋。

- 棋子有兩種動作。
  - 吃子：將己子沿任意直線移動，途中不得越子，至強度低的敵棋處，將後者移出遊戲不再使用。
  - 併子：將己子沿任意直線移動，途中不得越子，疊在其它己子的最上面，成為疊棋。

- 棋子有三種特徵。
  - 疊棋：同陣營的棋子可疊在一起，堆疊數量無限制，並視為同一枚棋子整體移動。
  - 強度：由該棋子的堆疊數決定，強度低的不可吃強度高的。譬如棋疊數為三的棋子可以吃掉同為三或以下的敵子，但不可吃掉四或以上。
  - 種類：棋子屬於何種由該棋子最上面的一枚決定。

- 每方每回合依次進行兩步驟。
  - 第一步驟為強迫吃子。
  - 第二步驟可放棄，輪到對方回合。但先手方第一回合必須放棄此步驟。進行此步驟時，動的棋子不必與第一步驟相同，有兩種動作可選。
    - 再度吃子。
    - 併子。

- 先使對手在棋盤上的棋子只剩兩種類即獲勝。

- 或是使對方棋子不能移動也即獲勝[1]。

## 外部連結
- 規則介紹
- 線上遊戲 （页面存档备份，存于）
- 遊戲下載 （页面存档备份，存于）